# IHC Atting

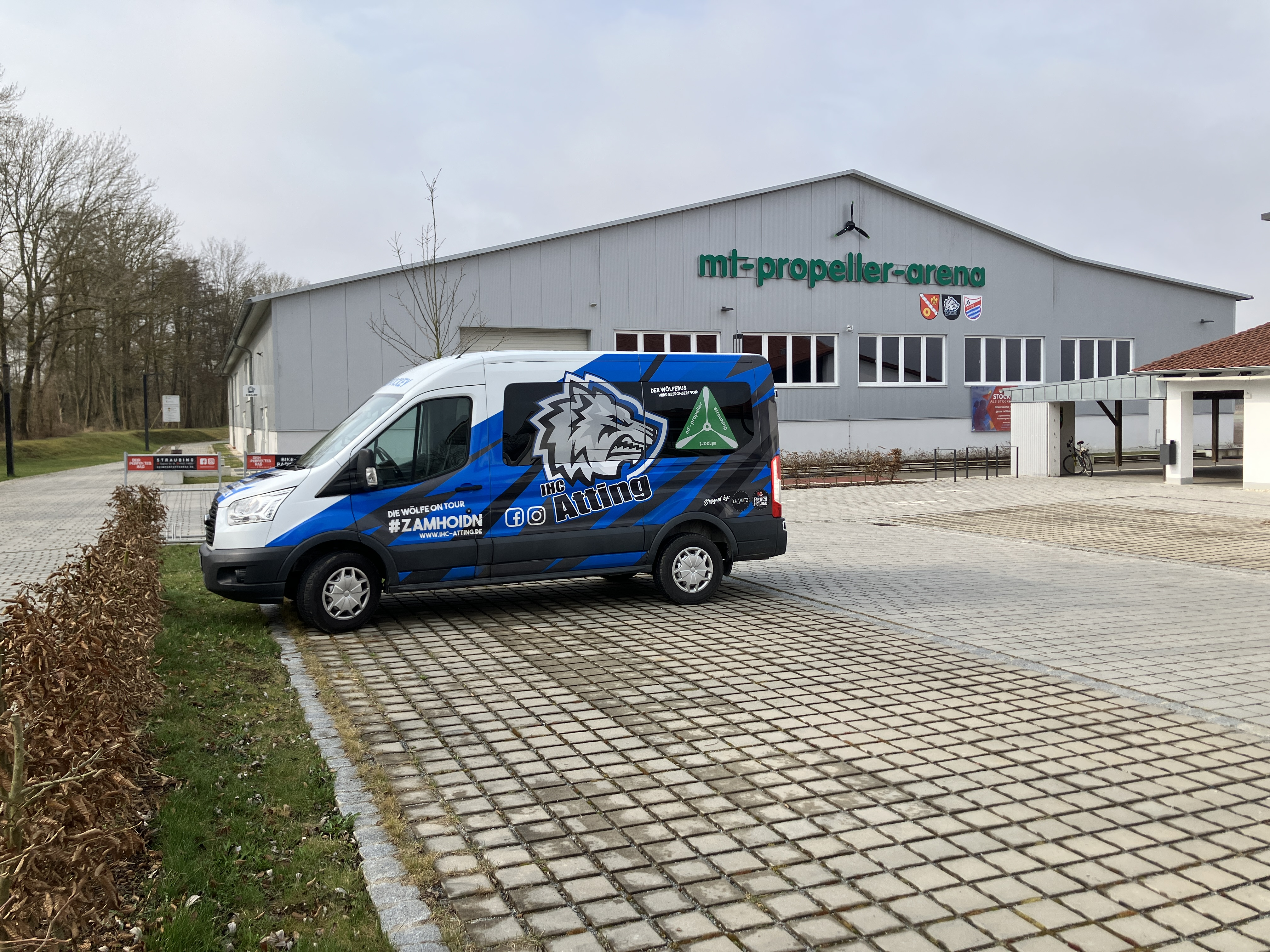
Die mt-propeller-arena im März 2025

Der IHC Atting e.V. (auch Die Wölfe genannt) ist ein Inline-Skaterhockey-Club mit Sitz im bayerischen Atting bei Straubing. Der Club wurde am 3. Mai 1998 gegründet. Ihre Heimspiele tragen die Wölfe in der seit September 2018 bestehenden Hockey- und Stocksporthalle in Atting aus. Mitte 2025 hat der Verein rund 280 Mitglieder, davon rund 100 Kinder und Jugendliche. Die Herrenmannschaft spielt in der 2. Bundesliga Süd, die Nachwuchs und die Herren II im Landesverband. Für den Spielbetrieb in Bayern ist der Bayerische Rollsport- und Inlineverband zuständig, für die 2. Bundesliga Süd die ISHD. Im Frühjahr 2024 ist eine umfassende Vereinschronik von Michael Bauer erschienen.

## Geschichte

### Anfangsjahre vor 1998
Mitte der Neunzigerjahre treffen sich Jugendliche am ehemaligen Eisstockplatz am Dampfstadel in Atting zum gemeinsamen Street- oder Skaterhockey spielen. Es ist ein loser Zusammenschluss von Kindern und Jugendlichen aus Atting, Rinkam, Pilling, Radldorf und Wiesendorf. Die Tore sind teils aus Holz, die Ausrüstung ist schwer zu bekommen. Erst wird noch ohne Inline-Skates gespielt. Bereits 1997 war der TSV Bernhardswald gegründet worden, von einem Arbeitskollegen des langjährigen IHC-Vorstandes Thomas Raidl. So entsteht 1998 die Idee zur Vereinsgründung. Gründungsort ist das heute nicht mehr existierende Lokal Rattlesnake in Atting.

### Start des Spielbetriebs im Jahr 1998
1998 findet die erste Saison statt, bereits 1999 gewinnt die Mannschaft den ostbayerischen Meistertitel, 2002 in einem wahren Krimi den Bayernpokal gegen die hoch favorisierten Augsburg Giants. Mittlerweile ist schon eine zweite Herrenmannschaft im Spielbetrieb. Spielorte sind zunächst das ehemalige Eisstadion an der Nibelungenbrücke in Regensburg sowie die nach dem Abriss dessen neu gebaute Donau Arena ebenfalls in Regensburg, ab 2002 dann das Eisstadion Dingolfing. 2002 und 2003 gibt es erste Strukturen im Nachwuchs, bereits 2004 wird erstmals eine U16-Mannschaft im Spielbetrieb des Bayerischen Inline- und Rollsportverbandes gemeldet. 2005 folgt der Start der U19-Mannschaft, die sofort bayerischer Meister wird.

### Aufstieg in den ISHD-Bereich 2007
Etliche Jahre stockt die Entwicklung, die Herren spielen entweder in der Ober- oder Regionalliga, kämpfen teilweise sogar gegen den Abstieg. 2007 aber wird das Herrenteam Meister der Regionalliga Süd-Ost und steigt in die 2. Bundesliga auf. Gleichzeitig wird es das bis dato erfolgreichste Jahr der Clubgeschichte, denn auch U13, U16 und U19 werden bayerischer Meister. War man 2006 mit der U16 erstmals bei einer deutschen Meisterschaft vertreten, nimmt man in dieser Altersklasse 2008 in Iserlohn erstmals an einem Europapokal teil. Der Erfolgsweg ist aber noch nicht zu Ende. Überraschend gelingt den Herren schon im zweiten Jahr (2009) in der 2. Bundesliga Süd der Aufstieg in die 1. Bundesliga, wo man dann zwei Jahre verbleibt und auch in den Jahren 2014 und 2016 noch einmal agiert. Während der Club immer weiter wächst und zahlreiche bayerische Titel einfährt sowie regelmäßig an deutschen Meisterschaften teilnimmt, droht die Hallenfrage aber zur Existenzfrage zu werden.

### Hallenprobleme ab 2012
Zwar bietet das Eisstadion Straubing hervorragende Bedingungen – auch weil es über den zwischenzeitlich angeschafften Spielbelag verfügt – die Größe der Fläche und die kurze Verfügbarkeit widersprechen den ISHD-Regeln. Zunächst noch erteilte Ausnahmegenehmigungen werden nicht mehr verlängert. Die Gemeinde Atting entschließt sich daher zum Bau eines Begegnungszentrums, das mehreren Ortsvereinen als Heimspiel- oder Sportstätte dienen soll. Allerdings wird ein Bürgerentscheid dagegen angestrengt, der im Oktober 2015 mit hauchdünner Mehrheit verloren wird. Im selben Jahr steigt die erste Mannschaft erneut in die 1. Bundesliga auf. 2016 kann die Klasse am Spielort Donaustauf zwar gehalten werden, der Verein droht jedoch auseinanderzubrechen, weil die Entfernung nach Atting zu weit ist und der Nachwuchs gleichzeitig weiter in Straubing spielt. Außerdem erkennt die Vereinsführung: Man bietet zwar hochklassigen Sport, Nachwuchsförderung und Vereinsleben, am Ort selbst fehlt jedoch der Bezug. Daher entscheidet man sich zum Rückzug aus der 1. Bundesliga in den bayerischen Landesverband. Alle Mannschaften können mit Sondergenehmigung in den Ausstellungshallen in Straubing spielen, die vorübergehend als Spielstätte zugelassen werden. 

### Hallenneubau in Atting ab 2017
Gleichzeitig treiben die IHC-Vorstände zusammen mit dem Eisstockclub Atting und Bürgermeister Ruber den Gedanken einer Spielstätte voran – zunächst lediglich eine überdachte Spielfläche. Am 23. August 2017 entscheidet der Gemeinderat, eine gebrauchte Soccerhalle aus Pentling nahe Regensburg anzukaufen, die vorher zufällig Bürgermeister Ruber bei einer Veranstaltung angeboten wurde. Ein Glücksfall für die Vereine (vor allem den IHC, weil auch der Spielort Ausstellungshalle nicht mehr zur Verfügung stehen soll) und die Gemeinde. Die Größe, der bauliche Zustand und der Kaufpreis passen genau. Die neue Hockey- und Stocksporthalle wird schließlich nach einjähriger Bauzeit (vorher müssen umfangreiche Boden- und Fundamentarbeiten geleistet werden) am 15. September 2017 als neue Spielstätte des IHC Atting und des EC Atting eingeweiht. Knapp 300 Zuschauer sehen einen klaren Erfolg über den HC Merdingen. 

### Expansion und Erfolge nach der Hallenfertigstellung 2018
Schon im 2018 feiern U13 und U16 den Meistertitel in eigener Halle. Die Schüler (U13) werden im Dezember 2018 sogar völlig überraschend sogar deutscher Meister – der bislang erste bundesweite Meistertitel auf höchster Ebene. 2019 sehen sogar 450 Fans den Finalsieg der Herrenmannschaft in der 2. Bundesliga gegen Kassel. Der Verein wächst weiter, die Laufschule floriert, die Mannschaften finden Zuwachs, Trainer werden ausgebildet, neue Sponsoren werden gewonnen und in der Halle wird weiter ausgebaut – sanitäre Anlagen, eine Anzeigentafel, eine Tribüne, Kabinen, Lautsprecher. Im Dezember 2022 wird erstmals eine deutsche Meisterschaft in der Halle ausgerichtet, die mit dem deutschen Vizemeistertitel für die U16 endet. Diese hatte wenige Monate zuvor mit dem deutschen Pokalsieg den zweiten bundesweiten Nachwuchstitel errungen. 2024 schafft auch die U19 den Gewinn des deutschen Pokalsiegs. Das Team hatte zuvor zum vierten Mal in Folge den bayerischen Meistertitel errungen. Nach dem Zweitligameistertitel 2022 steigt die Herrenmannschaft wieder in die 1. Bundesliga auf, hält 2023 durch teils sensationelle Ergebnisse unter anderem gegen Kaarst und Krefeld die Klasse, steigt aber 2024 als Tabellenletzter ab.

## Größte Erfolge
Dreimal hat eine IHC-Nachwuchsmannschaft bisher einen nationalen Titel errungen: 2018 die deutsche Meisterschaft bei der U13, 2022 den deutschen Pokalsieg bei der U16 und 2024 erneut den deutschen Pokalsieg, diesmal bei der U19. Diese Titel sind gleichzeitig neben dem zweiten Platz beim Europacup der Landesmeister der U19 2025 im schweizerischen Rossemaison und dem dritten Platz beim Europacup der Landesmeister der U16 an selber Stelle die größten Erfolge im Verein. Die Herrenmannschaft hat 2013, 2019 und 2022 die Meisterschaft in der 2. Bundesliga errungen und nahm 2016 und 2023 sogar an den Playoffs um die deutsche Meisterschaft teil. Die Trainer Jürgen Amann und Markus Alzinger sind für all diese Erfolge maßgeblich verantwortlich. Beide arbeiten bzw. arbeiteten sowohl bei den Herren als auch im Nachwuchs. 

## Nationalspieler
Erstmals nimmt Torhüter Alexander Herzog im Jahr 2009 an der U19-Europameisterschaft für Deutschland teil und holt nicht nur in diesem Jahr, sondern auch 2010 den Titel. 2014 ist es dann auch bei den Herren erstmals so weit: Der gebürtige Donaustaufer Thomas Bauer wird mit den Herren Europameister. In den Folgejahren werden mehrfach Spieler der Wölfe wieder zu Kaderlehrgängen eingeladen, 2016 mit Raphael Heitzer, Fabian Hillmeier, Matthias Rothhammer, Florian Meichel und erneut Bauer sogar fünf Akteure. Allerdings wird kein Spieler damals für den EM-Kader nominiert. Dafür dürfen die Kroschinski-Zwillinge Kevin und Nico in diesem Jahr mit den Junioren den Titel bejubeln. Ein Jahr zuvor waren sie noch Vizeeuropameister geworden. 2023 haben die Junior(inn) en mit Magdalena Ernst, Alexander Ernst, Lukas Alzinger, Maximilian Sauermilch und Moritz Lermer (sowie mit Markus Alzinger im Trainerstab) entscheidend Anteil am U19-Europameistertitel. Sauermilch verwandelt im hoch spannenden Finale gegen die Schweiz den entscheidenden Penalty. Im November dann geht für Florian Meichel ein Traum in Erfüllung: Er gewinnt als zweiter Attinger Herrenspieler nach Bauer den Europameistertitel. 

## Hallengeschichte
Weil rund um Straubing lange Zeit keine geeignete Halle für den Spielbetrieb zur Verfügung steht und auch das dortige Eisstadion von den Bodenverhältnissen her nicht geeignet ist, weicht man immer wieder auf Stadien in der Region aus: Zunächst auf das Eisstadion an der Nibelungenbrücke in Regensburg, dann dessen Nachfolger Donau-Arena. Es folgt Dingolfing, teilweise auch Deggendorf. 2006 wird in der Ausstellungshalle in Straubing mit Turnhallenboden gespielt, 2008 in der nur 15 × 30 Meter großen Turnhalle in Rain. Zwischendurch hatte das Eisstadion Straubing nach großer Initiative der Vorstandschaft um Thomas Raidl einen Skaterhockeybelag erhalten, der immer in der eisfreien Zeit von April bis Juli verlegt wird. Da die Spielzeit im ISHD-Bereich jedoch von März bis in den Oktober hinein geht, muss dafür immer wieder eine Ausnahmegenehmigung beantragt werden. Diese ist immer schwieriger zu bekommen und erlischt 2014 schließlich. Die Bundesligamannschaft wird deshalb auch in Liga zwei zurückgezogen. 
An Weihnachten 2014 stellt die Gemeinde Atting Pläne für ein Begegnungszentrum vor, das neben IHC und EC Atting auch die Sportschützen und den Burschenverein beherbergen könnte. Hinzu käme eine Physiotherapiepraxis, denn in der Gemeinde werden derartige Räumlichkeiten nachgefragt. Mit dieser Variante würden sich auch die meisten Fördermöglichkeiten akquirieren lassen. Zwei Millionen Euro sollte der Bau kosten, es stehen Fördergelder zwischen 360.000 Euro und 800.000 Euro im Raum. Doch der Bau ist umstritten. In der Gemeinde und auch im Gemeinderat regt sich Widerstand. Bevor der Rat am 1. Juli 2015 den Bau mit 7:6 Stimmen dennoch knapp befürwortet, ist bereits durchgesickert, dass ein Gemeindebürger Unterschriften für ein Bürgerbegehren gesammelt hat. Die folgenden Monate werden zum Wahlkampf, die Gegner der Halle bringen unter anderem vor, dass mit hoher Lärmbelästigung zu rechnen sein oder die Zufahrtsbrücke ein mögliches Nadelöhr werden könnte. Ihr Hauptargument: Ein Großteil der Mitglieder komme nicht aus Atting. Mit 51,06 Prozent der Stimmen votieren die Attinger Bürger gegen das Begegnungszentrum. Es fehlen am Ende ganze 18 Stimmen zum Bau. 435 Bürger stimmen dagegen, 417 dafür, rund 500 bleiben der Wahl fern. 
Nach einem ersten Schock nehmen die Verantwortlichen die Arbeit wieder auf, entschließen sich mit dem EC Atting erneut einen Antrag auf Errichtung einer Spielstätte einzubringen, dies passiert am 1. Dezember 2016. Bürgermeister Robert Ruber erfährt Anfang 2017 zufällig von einer gebrauchten Halle in Pentling nahe Regensburg. Am 8. August 2017 besichtigen Mitglieder des IHC Atting und des EC Atting auf Einladung des Gemeinderates die bis dato als Soccerhalle genutzte Halle mit den Außenmaßen von 38 × 50 Metern. Dann geht es schnell: Am 23. August stimmt der Gemeinderat einstimmig für den Kauf der gebrauchten Halle. Durch den Kauf der Halle in Pentling, die dort weichen muss, weil auf dem Grundstück Wohnungen entstehen, kann das eingeplante Budget von 800.000 Euro gehalten werden. IHC und EC kommen selbst gemeinsam für Boden, Umbau der Banden bzw. Zeitnahme, Spielerbänke auf. Anfang Oktober schließlich wird mit dem Abbau der Halle in Pentling begonnen und das Gelände am Sportplatz vorbereitet, am 20. Oktober 2017 wird mit den Erdarbeiten in Atting begonnen. Gemeinsam mit dem EC und Architekt Ludwig Maier steht zu diesem Zeitpunkt auch bereits fest, wie das neue Innenleben aussehen wird. Neben dem Hockeyspielfeld (41,32 × 22,18 Meter) werden auch zwei gepflasterte Eisstockbahnen zwischen Rolltor und dem Hockeyfeld entstehen, so dass gleichzeitig Skaterhockey und Eisstockschießen möglich sein wird. Die Halle wird daher um einige Meter verlängert. Am 15. September 2018 sehen mehr als 300 Zuschauer ein 19:10 gegen den HC Merdingen. Nach 20 Jahren hat der IHC Atting nun endlich seine eigene Heimat. 
In den Folgejahren wird die Halle weiter ausgebaut. Die Gemeinde finanziert den Ausbau der sanitären Anlagen und Kabinen, Sponsor mt-propeller eine Anzeigetafel. Mit Fördergelder der ILE Laber und Eigenmitteln werden das Innenleben der Kabine, eine Zuschauertribüne und eine neue Lautsprecheranlage finanziert. 2023 muss der Belag getauscht werden, auch diesen finanzieren Sponsoren. Den Hauptanteil tragen mt-propeller und agrima. 2022 und 2024 werden vor mehreren Hundert Zuschauern die deutschen Meisterschaften in den Altersklassen U16 und U19 ausgetragen. Ende 2024 erwirbt mt-propeller von der Gemeinde Atting die Namensrechte für die Halle, die fortan für erst einmal zehn Jahre mt-propeller-arena heißt. Im Juli 2025 wird die Beleuchtung auf LED umgestellt.

## Entwicklung der Vorstandschaft
1998 gründen offiziell Michael Beck (1. Vorsitzender) und Thomas Raidl (2. Vorsitzender) den Verein. Viele der Mitglieder haben damals die Volljährigkeit noch nicht erreicht, Raidl übernimmt nach zwei Jahren von Beck und entwickelt den Verein dank herausragender Eigeninitiative bis 2012 erfolgreich weiter. Es folgt Bernd Maier, der zwei Amtsperioden bleibt und nach dem Bürgerentscheid und der Ablehnung des Begegnungszentrums den Vorsitz 2016 an den damals 2. Vorsitzenden Martin Amann weitergibt. Dieser bleibt drei Amtszeiten und führt den Club auch durch die Corona-Phase. Nach dieser wird nach einer Satzungsänderung ein neues Vorstandsmodell eingeführt, dass die Ämter nach Zuständigkeiten verteilt. Michael Bauer (kaufmännischer Vorstand), Kerstin Alzinger (Finanzvorstand), Fabian Hillmeier (Sportvorstand) und Moritz Eisenschink (Administrativvorstand) bilden das gleichberechtigte Führungsquartett, das mit fünf weiteren Mitgliedern ergänzt wird.

## Laufschule
Schon 2005 denkt der damalige Trainer Bohumil Kratochvil das Thema Nachwuchs weiter: Nicht nur im Schüler- und Bambinibereich will er Teams gründen, er hat auch damals schon eine Laufschule im Blick. Es dauert allerdings bis in den Herbst 2014, bis erstmals eine richtige Laufschule ins Leben gerufen wird. Initiator ist damals Martin Amann. Kinder, die in ihrer Freizeit mit den Inlineskates fahren, sollen die Technik sicher beherrschen, daher richtet sich das Angebot an Jungen und auch Mädchen. Wer sich danach für das Skaterhockey interessiert, kann nach dem Go der Laufschulentrainer auch in der Bambinigruppe beginnen. Die Laufschule ist so konzipiert, dass ein Einstieg jederzeit möglich ist. Gemäß den Kenntnissen der Kinder gibt es verschiedene Gruppen mit verschiedenen Leveln – vom Einsteiger bis zum erfahrenen Läufer. Zunächst noch in den Ausstellungshallen am Hagen und teilweise im Eisstadion am Pulverturm beheimatet, füllt die Laufschule schnell zu jedem Training die Fläche. 60, 70 oder 80 Kinder sind keine Seltenheit. Es wird ein Erfolgsprojekt. Seit Oktober 2018 ist die Laufschule nun in der Hockeyhalle in Atting beheimatet. Es finden regelmäßig Mottoläufe zu Ostern, Nikolaus oder auch im Fasching statt. Auch in Atting ist die Begeisterung der Kinder und der Eltern groß. Auch hier sind Läufe mit weit mehr als 50 Kindern keine Seltenheit. Nach den coronabedingten Pausen ist der Andrang besonders groß. 2024 feierte die Laufschule nun ihr zehnjähriges Jubiläum.

## Ergebnisse der 1. Herrenmannschaft seit 1998
| Saison | Liga                 | Hauptrunde | Play-offs          |
| ------ | -------------------- | ---------- | ------------------ |
| 1998   | Landesliga Bayern    | 2.         | Finale             |
| 1999   | Landesliga Bayern    | 2.         | Halbfinale         |
| 2000   | Oberliga Bayern      | 3.         | keine Playoffs     |
| 2001   | Oberliga Bayern      | 3.         | keine Playoffs     |
| 2002   | Oberliga Bayern-Nord | 3.         | nicht qualifiziert |
| 2003   | Oberliga Bayern-Nord | 2.         | nicht qualifiziert |
| 2004   | Oberliga Bayern-Nord | 3.         | Aufstieg           |
| 2005   | Regionalliga Süd-Ost | 4.         | Halbfinale         |
| 2006   | Regionalliga Süd-Ost | 4.         | nicht qualifiziert |
| 2007   | Regionalliga Süd-Ost | 1.         | Aufstieg           |
| 2008   | 2. Bundesliga Süd    | 7.         | nicht qualifiziert |
| 2009   | 2. Bundesliga Süd    | 2.         | Aufstieg           |
| 2010   | 1. Bundesliga Süd    | 8.         | nicht qualifiziert |
| 2011   | 1. Bundesliga Süd    | 10.        | Abstieg            |
| 2012   | 2. Bundesliga Süd    | 2.         | nicht qualifiziert |
| 2013   | 2. Bundesliga Süd    | 1.         | Aufstieg           |
| 2014   | 1. Bundesliga        | 6.         | Rückzug            |
| 2015   | 2. Bundesliga Süd    | 1.         | Aufstieg           |
| 2016   | 1. Bundesliga        | 9.         | Rückzug            |
| 2017   | Regionalliga Süd-Ost | 1.         | Meister            |
| 2018   | 2. Bundesliga Süd    | 2.         | Viertelfinale      |
| 2019   | 2. Bundesliga Süd    | 2.         | Meister            |
| 2020   | 2. Bundesliga Süd    | -          | Saison abgesagt    |
| 2021   | 2. Bundesliga Süd    | 1.         | Halbfinale         |
| 2022   | 2. Bundesliga Süd    | 1.         | Aufstieg           |
| 2023   | 1. Bundesliga        | 5.         | Viertelfinale      |
| 2024   | 1. Bundesliga        | 10.        | Abstieg            |